# Universitätsbibliothek Pula

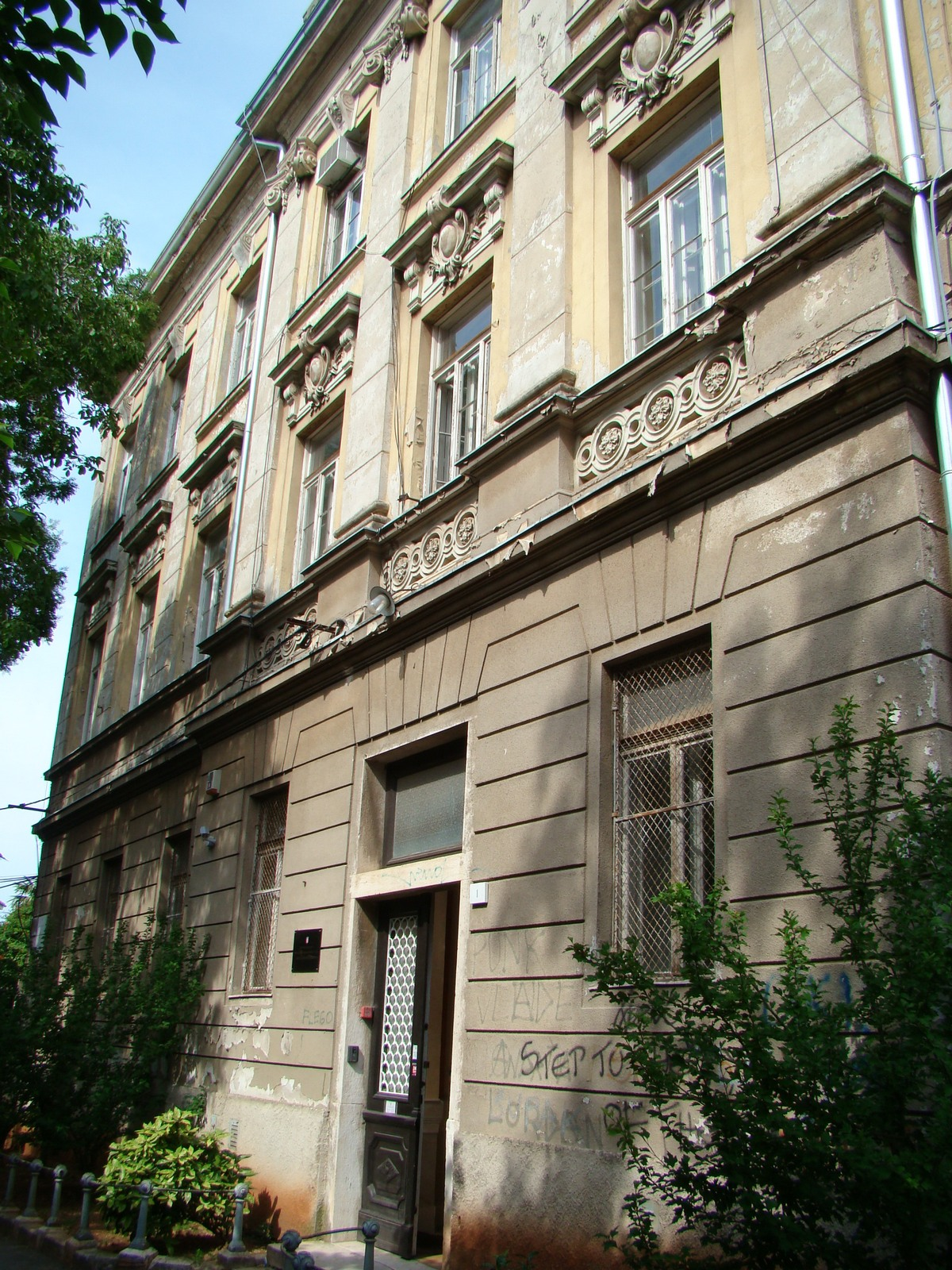
Die Universitätsbibliothek

Die Universitätsbibliothek Pula ist die Hauptbibliothek der Juraj-Dobrila-Universität Pula im Süden Istriens. Sie ist mit etwa 200.000 Büchern und 120.000 Zeitschriftenbänden die größte Bibliothek im kroatischen Teil der Halbinsel. Sie befindet sich in der Nähe des Archäologischen Museums Istrien, jedoch ist ihre Verlegung geplant. Zusammen mit einem Studentenwohnheim soll Pula einen Universitätscampus erhalten.

## Geschichte
Gegründet wurde die Einrichtung 1949 als Wissenschaftliche Bibliothek. Dabei übernahm sie die Bestände der Biblioteca Provinciale dell’Istria, die 1930 gegründet worden war. Dazu waren wiederum drei große Bibliotheken zusammengelegt worden. Diese drei waren die Biblioteca provinciale dell’Istria (gegründet 1861 in Poreč und 1922 nach Pula verlegt), die Biblioteca civica (die 1903 gegründete Stadtbibliothek) und die Bibliothek der Società istriana di archeologia e storia patria (gegründet 1884 ebenfalls in Poreč).
Die besagte Provinzialbibliothek erhält seit 1932 ein Pflichtexemplar aller Veröffentlichungen, die auf Istrien entstanden sind. Infolgedessen hatte sie bereits nach fünf Jahren einen Bestand von 41.096 Bänden. Der Schwerpunkt lag dabei auf italienischsprachigen Publikationen, insbesondere zur Geschichte Istriens. In den Jahren 1943 bis 1947 wurde ein Teil der Bestände nach Italien verbracht, wofür sich Italien 1961 bereiterklärte, Mittel für den Ankauf von Büchern in Italien bereitzustellen. 1945 wurde sie zur Stadtbibliothek umgewidmet.
Im Laufe der 1950er Jahre wurde ältere Literatur in kroatischer Sprache angeschafft, auch fielen dem Haus etwa 12.000 Bände aus den deutschen und italienischen Schulbibliotheken zu. Seit 1951 erhält die Bibliothek je ein Pflichtexemplar von Publikationen aus Kroatien, seit 1956 auch der gesamten Presse. Hinzu kamen beschlagnahmte Bestände istrischer Institutionen, wie etwa die Bibliothek des ehemaligen Benediktinerklosters in Dajla, aus Umag, mit etwa 4.000 Bänden – diese wurden in den 2010er Jahren allerdings zurückgegeben.
Die Bibliothek befindet sich seit 1968 im Stadtzentrum in einem 1908 als deutsche Grundschule errichteten Gebäude, doch sind die Verhältnisse sehr beengt.

## Fonds

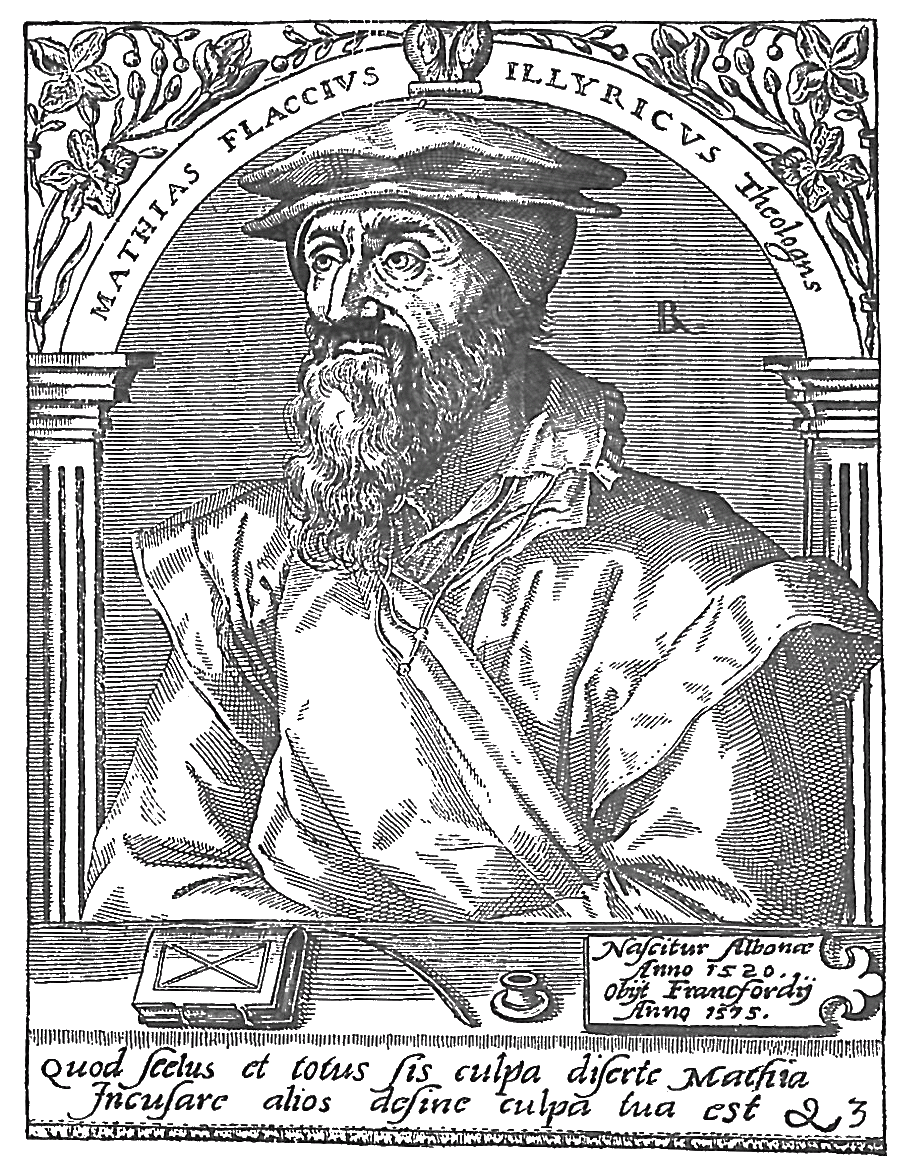
Mathias Flacius Illyricus (Matija Vlačić), Theodor de Bry (1528–1598)

Die wichtigsten Sammlungen sind die Histrica mit 15.000 Monographien und 2.200 Zeitschriftenbänden. Darin befinden sich auch Werke von Mathias Flacius Illyricus (1520–1575) aus Labin, der als Reformator im römisch-deutschen Reich wirkte.
Die Marinebibliothek birgt etwa 20.000 Bände. Sie war bereits 1802 in Venedig gegründet worden, wurde jedoch 1866, nach dem Anschluss an Italien, nach Pula verlagert. Nach Ende des Ersten Weltkriegs 1918 nach Österreich abgezogen, erhielt Pula die Bibliothek 1975 von Österreich als Geschenk zurück.
Schließlich weist die Bibliothek der Universität noch eine Sammlung alter und rarer Werke von etwa 200 Bänden auf. Darunter befinden sich vier Inkunabeln, 155 Bände aus dem 16. Jahrhundert, weitere 20 aus dem 17. Jahrhundert. Die Croatica reichen bis 1850. Auch befinden sich dort Handschriften und Briefwechsel istrischer Gelehrter wie Pietro Kandler, Carlo De Franceschi, Tomas Luciani, Pietro Stancovich oder Giovanni Andrea Dalla Zonca.
Die Musiksammlung umfasst etwa 700 Bände entsprechender Veröffentlichungen sowie eine Tonbibliothek mit 2.480 Tonträgern überwiegend klassischer Musik. Als wertvollster Teil der Sammlung gelten Autographe der Partitur der Oper Nozze Istriane des 1854 in Pula geborenen Komponisten Antonio Smareglia, die aus dem Jahr 1895 stammen.